# بافيل ناخيموف

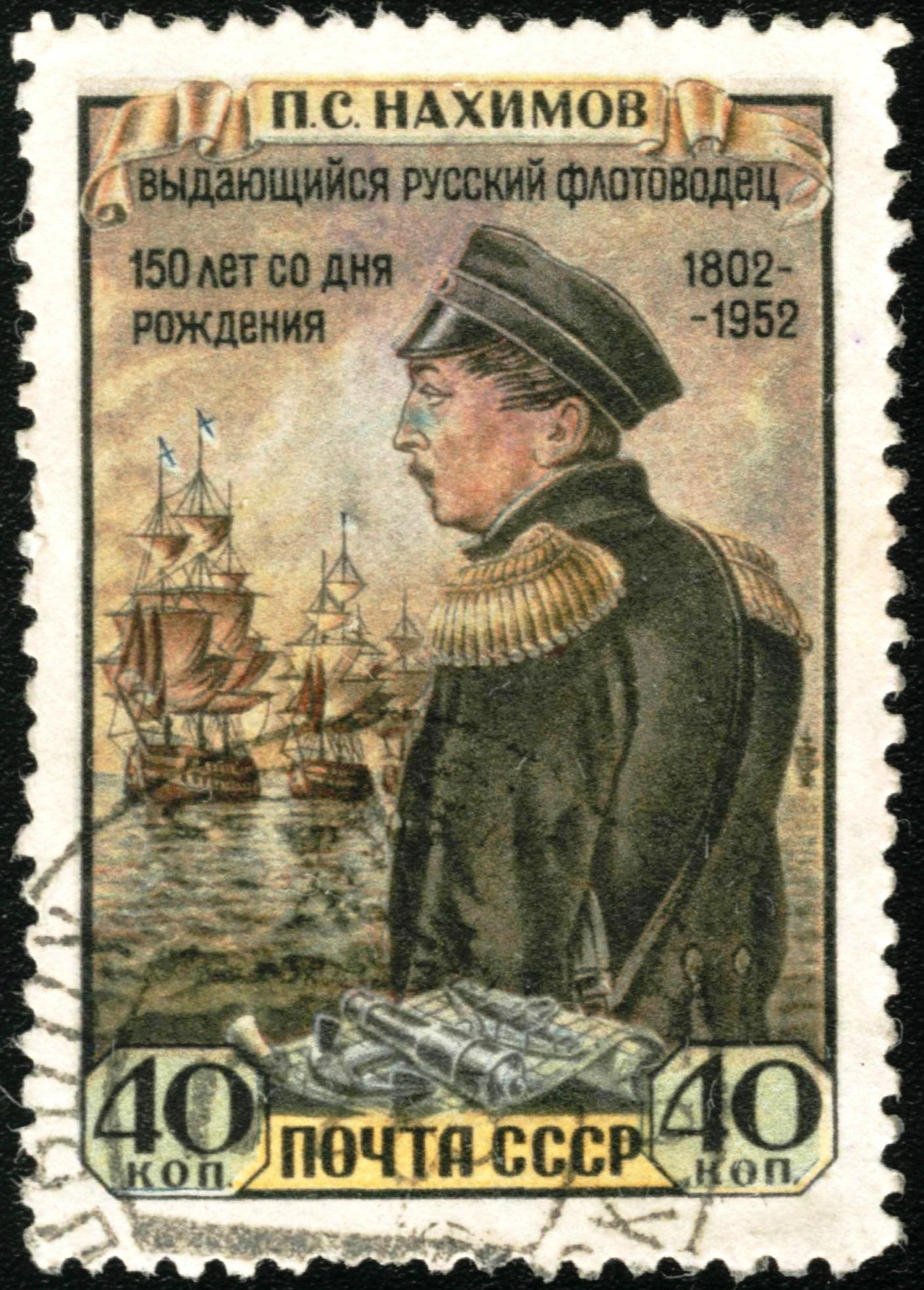
ناخيموف على طابع سوفييتي عام 1952

بافيل ستيبانوفيتش ناخيموف (بالروسية: Павел Степанович НахимовL, 05 في 5 يوليو 1802 - 12 يوليو 1855) كان أميرالًا روسيًا في البحرية الإمبراطورية الروسية معروفًا بانتصاره في معركة سينوب وقيادته في حصار سيفاستوبول (1854-1855) خلال حرب القرم.
انضم إلى البحرية الإمبراطورية الروسية وترقى في الرتب، فخدم في حرب الاستقلال اليونانية والحرب الروسية التركية (1828-1829). وفي بداية حرب القرم، حقق انتصارًا كبيرًا في معركة سينوب ضد الإمبراطورية العثمانية. وبعد ذلك، كان قائدًا في الدفاع عن سيفاستوبول ضد القوات البريطانية والفرنسية والعثمانية، حيث أصيب برصاصة قناص. وتوفي بعد بضعة أيام.
بعد وفاته أصبح بطلاً في روسيا، حيث سميت الميداليات والسفن باسمه وخاصة خلال الحقبة السوفيتية، بدءًا من ستالين. كما تم إنتاج فيلم سوفيتي بعنوان الأدميرال ناخيموف في عام 1947 عن حياته.

### حصار سيفاستوبول والوفاة
كانت أفضل لحظاته أثناء حصار سيفاستوبول، حيث نظم هو والأدميرال ف. أ. كورنيلوف من الصفر الدفاع البري عن المدينة ومينائها، القاعدة الرئيسية لأسطول البحر الأسود الروسي. وبصفته قائد الميناء والحاكم العسكري للمدينة، أصبح ناخيموف في الواقع رئيسًا لقوات الدفاع البحرية والبرية في سيفاستوبول. في 10 يوليو 1855، أثناء تفقده لمواقع الدفاع الأمامية على مالاخوف كورغان، أصيب بجروح قاتلة برصاص قناص وتوفي بعد يومين.

## الإرث

### التمجيد
بعد وفاته، تم تمجيد ناخيموف، والذي تضمن تحريف الحقائق. وأصبح جزءًا من "أسطورة سيفاستوبول"، حيث قدمت الشخصيات الروسية تمجيدًا للدفاع عن المدينة. تم تنفيذ هذه الحركة الشعبية التي تمجد المعركة جنبًا إلى جنب مع كتاب مثل ليو تولستوي. في المنشورات تم تصوير ناخيموف باعتباره "صديقًا لعامة الناس" و"روح دفاع سيفاستوبول". وعلى الرغم من شعبيته بين الفصائل الشعبوية، لم تعترف الحكومة الإمبراطورية بناخيموف، كما يتضح من جهودها لإجبار فناني اللوحة البانورامية "دفاع سيفاستوبول، 1854-5" على إزالة شخصيته واستبدالها بميخائيل دميترييفيتش جورتشاكوف.
وعلى الرغم من عدم إدراجه في الحسابات الحكومية الرسمية، فقد تم تكريمه لاحقًا في الاتحاد السوفييتي من قبل الدعاة. خلال الحرب العالمية الثانية، تحول ناخيموف إلى بطل قومي من قبل الاتحاد السوفيتي وستالين إلى جانب شخصيات أخرى مثل الأمير بيوتر باجراتيون، وميخائيل كوتوزوف، وألكسندر نيفسكي، وألكسندر سوفوروف.

### الآثار والنصب التذكارية
هناك العديد من الآثار والميداليات التي أنشئت تخليداً لذكراه. في تسعينيات القرن التاسع عشر، وُضع تمثال لناخيموف مع فلاديمير ألكسييفيتش كورنيلوف في سيفاستوبول. تم نصب تمثال نصفي يصور الأدميرالات والبحارة الروس من حرب القرم، بما في ذلك ناخيموف، في حديقة سيفاستوبول بعد أعمال التجديد في عام 2008.
دُفن ناخيموف داخل كاتدرائية القديس فلاديمير في سيفاستوبول مع ميخائيل لازاريف، وف. أ. كورنيلوف وفلاديمير إستومين. يوجد نصب تذكاري أقيم تخليداً لذكراه. كما أنشأت الحكومة السوفييتية تكريمات بعد الوفاة، حيث قدمت مدارس ناخيموف البحرية للمراهقين في عام 1943، وأنشأت في عام 1944 وسام ناخيموف (بدرجتين) وميدالية ناخيموف لأفراد البحرية. لا يزال وسام ناخيموف، أحد أعلى الأوسمة العسكرية في الاتحاد السوفييتي، موجودًا في الاتحاد الروسي.

### السفن التي تحمل اسم ناخيموف
- الأدميرال ناخيموف، طراد مدرع روسي.
- الاسم الأصلي شيرفونا أوكرانيا، طراد من طراز سفيتلانا.
- الأدميرال ناخيموف، طراد من طراز سفيردلوف.
- أميرال ناخيموف، سفينة ركاب السوفيتي.
- الأدميرال ناخيموف، طراد من طراز كريستا الثانية.
- الأدميرال ناخيموف (سابقًا كالينين)، وهو طراد حربي من طراز كيروف

### الأوسمة والجوائز
- وسام القديس فلاديمير، الدرجة الرابعة (1825؛ الرحلة على متن الفرقاطة كروزر)
- وسام القديس جورج، الدرجة الرابعة (1827؛ لخدمته في معركة نافارينو
- وسام القديسة آنا ، الدرجة الثانية (1830)
- وسام القديسة آنا، الدرجة الثانية مع التاج الإمبراطوري (1837؛ للخدمة الممتازة الدؤوبة والمتحمسة)
- وسام القديسة فلاديمير، الدرجة الثالثة (1842؛ للخدمة الممتازة الدؤوبة والمتحمسة)
- وسام التميز "للخدمة التي لا تشوبها شائبة" لمدة خمسة وعشرين عامًا. (1846)
- وسام القديس ستانيسلاوس، الدرجة الأولى (1847)
- وسام القديسة آنا، الدرجة الأولى (1849)
- وسام القديسة آنا، الدرجة الأولى مع التاج الإمبراطوري (1851)
- وسام القديس فلاديمير، الدرجة الثانية (1853؛ لـ النقل الناجح للفرقة الثالثة عشرة)
- وسام القديس جورج، الدرجة الثانية (1853؛ للانتصار في سينوبي)
- وسام النسر الأبيض (روسيا)، (1855؛ لأعماله في الدفاع عن سيفاستوبول)
- وسام الحمام (المملكة المتحدة)
- وسام المخلص (اليونان)